# Vág

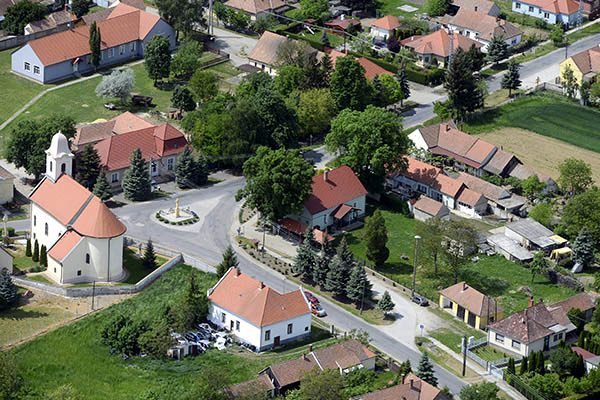
Vág, 2015.

Vág är ett mindre samhälle i provinsen Győr-Moson-Sopron i Ungern. År 2019 hade Vág totalt 452 invånare.